# James Maxwell Bardeen
 (novembre 2011).
Pour les articles homonymes, voir Maxwell et Bardeen.
James Maxwell Bardeen (9 mai 1939 à Minneapolis, Minnesota, États-Unis - 20 juin 2022 à Seattle) est un physicien et un cosmologiste d'origine américaine qui a été en poste à l'université de Washington. Ses travaux les plus connus portent sur la thermodynamique des trous noirs, sur laquelle il a travaillé en collaboration avec Stephen Hawking et Brandon Carter, et sur la théorie des perturbations cosmologiques. Les potentiels de Bardeen sont nommés en son honneur. 
James Maxwell Bardeen est le fils du double prix Nobel de physique John Bardeen.